# Richard Kiel
Richard Dawson Kiel (Detroit (Michigan), 13 september 1939 – Fresno (Californië), 10 september 2014) was een Amerikaans acteur. Kiel werd vooral beroemd als de schurk Jaws in de James Bondfilms The Spy Who Loved Me en Moonraker.

## Biografie
Kiel had de groeihormoonstoornis acromegalie en was daardoor 2,18 meter lang. De acteur speelde bijrollen in films als Force 10 from Navarone, Pale Rider en The Giant of Thunder Mountain. Hij debuteerde in 1960 in een aflevering van de westernserie Laramie.
In 1977 kreeg hij de rol van de hulk voor de televisieserie The Incredible Hulk. Na twee dagen filmen besloot men echter dat Kiel toch niet geschikt was voor de rol en werd Lou Ferrigno gecast. Kiel vond dit zelf niet erg, aangezien hij maar één goed oog had en de contactlenzen hem stoorden. Er zit nog wel één scène in de pilotaflevering met Kiel als het groene monster.
In 1992 was hij betrokken bij een auto-ongeluk. Sindsdien liep hij met een stok of gebruikte hij een scootmobiel. In de film Happy Gilmore zit niet één scène waarin hij loopt, en bijna al zijn scènes zijn gefilmd vanaf zijn middel. Er zijn slechts twee scènes waarin zijn volledige lichaam te zien is, en beide keren leunt hij dan op iets. In 2002 verscheen zijn informatieve autobiografie Making it BIG in the movies.

## Overlijden
Kiel was getrouwd en had vier kinderen. Hij overleed op 10 september 2014 in een ziekenhuis in Fresno (Californië) na daar te zijn opgenomen vanwege een gebroken been. De doodsoorzaak bleek later een hartaandoening te zijn.

## Filmografie
- Laramie Televisieserie - Rake (Niet op aftiteling) (Afl. Run of the Hunted, 1960)
- Klondike Televisieserie - Duff Brannigan (Afl. Bare Knuckles, 1960)
- The Phantom (Televisiefilm, 1961) - Big Mike
- Thriller Televisieserie - Master Styx (Afl. Well of Doom, 1961)
- The Rifleman Televisieserie - Carl Hazlitt (Afl. The Decision, 1961)
- The Phantom Planet (1961) - The Solarite
- The Magic Sword (1962) - Pinhead (Niet op aftiteling)
- The Twilight Zone Televisieserie - Kanamit (Afl. To Serve Man, 1962)
- Eegah (1962) - Eegah
- 30 Minutes at Gunsight (Televisiefilm, 1963) - Rol onbekend
- House of the Damned (1963) - De reus
- The Nutty Professor (1963) - Bodybuilder #1 (Niet op aftiteling)
- Roustabout (1964) - Sterke man (Niet op aftiteling)
- The Nasty Rabbit (1964) - Voorman op ranch (Niet op aftiteling)
- The Man from U.N.C.L.E. Televisieserie - Rol onbekend (Afl. The Vulcan Affair, 1964, niet op aftiteling)
- Two on a Guillotine (1965) - Grote man bij begrafenis
- The Human Duplicators (1965) - Dr. Kolos
- The Man from U.N.C.L.E. Televisieserie - Merry (Afl. The Hong Kong Shilling Affair, 1965)
- Brainstorm (1965) - Bewoner psychiatrisch ziekenhuis (Niet op aftiteling)
- I Dream of Jeannie Televisieserie - Ali (Afl. My Hero, 1965)
- Lassie's Great Adventure (1965) - Chinook Pete
- Honey West Televisieserie - Groalgo (Afl. King of the Mountain, 1966)
- My Mother the Car Televisieserie - Cracks (Afl. A Riddler on the Roof, 1966)
- The Wild Wild West Televisieserie - Voltaire (Afl. The Night the Wizard Shook the Earth, 1965, The Night That Terror Stalked the Town, 1965, The Night of the Whirring Death, 1966)
- Gilligan's Island Televisieserie - Spook (Afl. Ghost-a-Go-Go, 1966)
- The Las Vegas Hillbillys (1966) - Moose
- A Man Called Dagger (1967) - Otto
- The Monkees Televisieserie - Monster (Afl. I Was a Teenage Monster, 1967)
- The Monroes Televisieserie - Casmir (Afl. Ghosts of Paradox, 1967)
- I Spy Televisieserie - Tiny (Afl. A Few Miles West of Nowhere, 1968)
- The Wild Wild West Televisieserie - Dimas (Afl. The Night of the Simian Terror, 1968)
- Now You See It, Now You Don't (Televisiefilm, 1968) - Nori
- Skidoo (1968) - Beany
- It Takes a Thief Televisieserie - Willie Trion (Afl. The Galloping Skin Game, 1968)
- Daniel Boone Televisieserie - Le Mouche (Afl. Benvenuto...Who?, 1969)
- On a Clear Day You Can See Forever (1970) - Blacksmith (Niet op aftiteling)
- The Boy Who Stole the Elephant (Televisiefilm, 1970) - Luke Brown
- Disneyland Televisieserie - Luke Brown (Afl. The Boy Who Stole the Elephant: Part 1 & 2, 1970)
- Deadhead Miles (1972) - Big Dick
- The Longest Yard (1974) - Samson
- Kolchak: The Night Stalker Televisieserie - The Diablero (Afl. Bad Medicine, 1974)
- Emergency! Televisieserie - Carlo (Afl. I'll Fix It, 1974)
- Kolchak: The Night Stalker Televisieserie - Peremalfait, het Moerasmonster (Afl. The Spanish Moss Murders, 1974)
- Barbary Coast (Televisiefilm, 1975) - Moose Moran
- Switch Televisieserie - Rol onbekend (Afl. Death Heist, 1975)
- Starsky and Hutch Televisieserie - Iggy (Afl. Omaha Tiger, 1976)
- Barbary Coast Televisieserie - Moose Moran (Afl. onbekend, 1975-1976)
- Flash and the Firecat (1976) - Speurder
- Gus (1976) - Lange man
- Silver Streak (1976) - Reace
- Land of the Lost Televisieserie - Malak (Afl. onbekend, 1974-1977)
- The Hardy Boys/Nancy Drew Mysteries Televisieserie - Manager - 'Haunted House' (Afl. The Mystery of the Haunted House, 1977)
- The Spy Who Loved Me (1977) - Jaws
- Young Dan'l Boone Televisieserie - Rol onbekend (Afl. The Game, 1977)
- The Incredible Hulk (Televisiefilm, 1977) - De hulk (slechts één scène)
- Force 10 from Navarone (1978) - Capt. Dražak
- They Went That-A-Way & That-A-Way (1978) - Duke
- l'Umanoide (1979) - Golob
- Moonraker (1979) - Jaws
- So Fine (1981) - Eddie
- The Fall Guy Televisieserie - Animal (Afl. That's Right, We're Bad, 1981)
- Hysterical (1983) - Captain Howdy
- Simon & Simon Televisieserie - Mark Horton (Afl. The Skeleton Who Came Out of the Closet, 1983)
- Phoenix (1983) - Steel Hand
- Cannonball Run II (1984) - Arnold, bestuurder Mitsubishi
- Zuijia paidang zhi nuhuang miling (1984) - Big G
- Qing bao long hu men (1985) - Laszlo
- Pale Rider (1985) - Club
- Out of This World Televisieserie - Norman (Afl. Go West, Young Mayor, 1988)
- The Princess and the Dwarf (1989) - Rol onbekend
- Superboy Televisieserie - Vlkabok (Afl. Mr. and Mrs. Superboy, 1989)
- Think Big (1990) - Irving
- The Giant of Thunder Mountain (1991) - Eli Weaver
- Happy Gilmore (1996) - Mr. Larson
- The Waterboy (1998) - Naamloze toeschouwer op het toernooi
- Inspector Gadget (1999) - Jaws, Famous Guy with Metal Teeth
- BloodHounds, Inc.#5: Fangs for the Memories (Video, 2000) - Mortimer
- James Bond 007: Everything or Nothing (Computerspel, 2004) - Jaws (stem)

- Biblioteca Nacional de España: XX1540923
- Bibliothèque nationale de France: cb13895972c (data)
- Gemeinsame Normdatei: 130003417
- International Standard Name Identifier: 0000 0000 7824 9026
- Library of Congress Control Number: no92028731
- Nationale Bibliotheek van Tsjechië: xx0202307
- Nationale bibliotheek van Australië: 35599971
- Nederlandse Thesaurus van Auteursnamen: 287504123
- SNAC: w6dw4dg8
- Système universitaire de documentation: 159205654
- Trove: 1010100
- Virtual International Authority File: 60177704
- WorldCat: E39PBJbWyMjbcWhcmd6JfRCG73